# Kaltentkeimung
Die Kaltentkeimung umfasst Verfahren zur chemischen Sterilisation von Getränken.

## Eigenschaften

Das Kaltentkeimungsmittel Dimethyldicarbonat

Getränke werden meistens durch Ultrahocherhitzung, Ultrafiltration oder Kaltentkeimung sterilisiert, bei der Weinherstellung wird auch die Schwefelung eingesetzt. Die zur Kaltentkeimung eingesetzten chemischen Verfahren sind z. B. der Zusatz von Dimethyldicarbonat (DMDC, Lebensmittelzusatzstoff E 242). DMDC wird zur Kaltentkeimung von Wein, Fruchtsäften und Fruchtsaft-basierten Erfrischungsgetränken eingesetzt. DMDC darf bei verschiedenen Weinen bis 200 Milligramm pro Liter zugesetzt werden. DMDC führt zu einer vergleichsweise geringeren sensorischen Veränderung.

## Biochemie
Der Mechanismus der Kaltentkeimung mit DMDC basiert auf der Reaktion des Kaltentkeimungsmittel mit den Biomolekülen von möglichen enthaltenen kontaminierenden Mikroorganismen, mit einer Wirksamkeit vor allem gegen Zuckerhefen. DMDC reagiert mit verschiedenen nukleophilen Biomolekülen und führt unter anderem zu einer Hemmung der Enzyme Acetatkinase und Glutamat-Decarboxylase und zur Methylierung und Methoxycarbonylierung von Histidinen in der  Phosphoenolpyruvat-Carboxykinase, der Alkohol-Dehydrogenase und der Glycerinaldehyd-3-phosphat-Dehydrogenase. Unverbrauchtes DMDC hydrolysiert zu Methanol und Kohlendioxid. Als Nebenreaktion entsteht in Anwesenheit von Ammoniak auch das Karzinogen O-Methylcarbamat. Das ähnlich zum DMDC aufgebaute Molekül Diethylpyrocarbonat ist nicht mehr zur Kaltentkeimung zugelassen. Bei der Kaltentkeimung mit DMDC sieht die Europäische Lebensmittelsicherheitsbehörde (EFSA) allerdings nach einem Bericht aus dem Jahre 2015 keine Anhaltspunkte für eine Gesundheitsgefahr im Rahmen der gebräuchlichen Verwendung.